# Tangaloa (Tonga)
Tangaloa fue, según la mitología tongana, una familia legendaria de dioses. El primer Tangaloa, Tangaloa 'Eiki (Señor Tangaloa en tongano) era hijo de Taufulifonua y primo de Havea Hikule'o y Maui, aunque según otras fuentes era hermano, hijo o padre de ellos. Sería su padre quien le asignó el reino del Cielo para gobernar.
Entre su descendencia se encuentran: Tangaloa Tamapo'uli'alamafoa, Tangaloa 'Eitumātupu'a, Tangaloa 'Atulongolongo y Tangaloa Tufunga. Tangaloa Tufunga (Tangaloa el Carpintero en tongano) era conocido como fabricante de azuelas . Tangaloa 'Eitumātupu'a es según la mitología samoana como Tangaloa fantasma y acertijo ya que un eitu o aitu es un dios de segundo rango de naturaleza algo malévola.

## Otras denominaciones
- En Samoa como Tagaloa.
- En Mangaia como Tangaroa.
- En Manihiki como guardián del fuego Tangaroa.
- En Hawai'i como Kanaloa, simbolizado por el calamar He'e.
- En Tahití como Ta'aroa.
- En Islas Marquesas, como Tana'oa o Taka'oa.
- En Aotearoa como dios Tangaroa del mar.